# Jean D’Ans

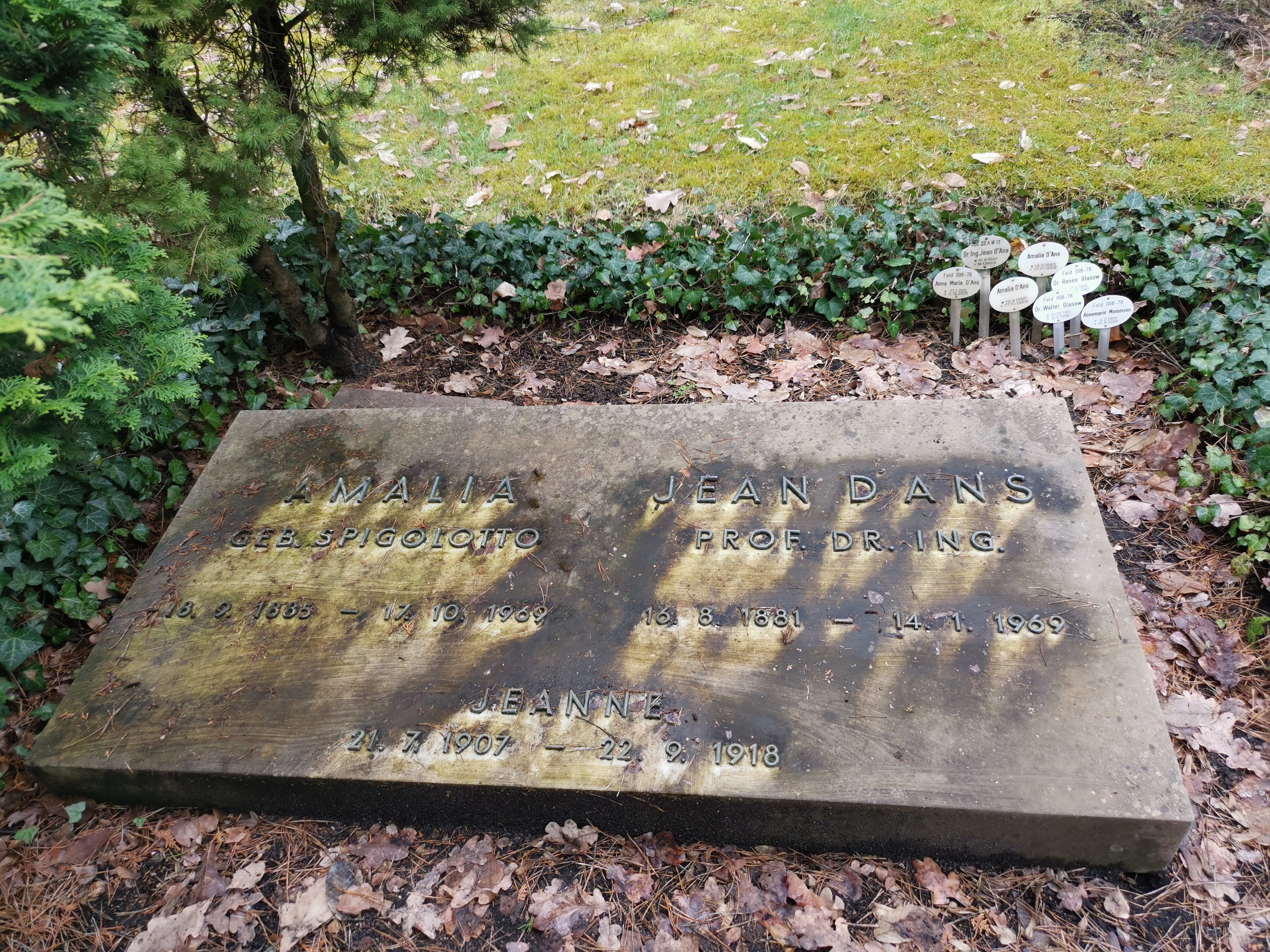
Grabstelle auf dem Waldfriedhof Zehlendorf in Berlin (Feld 8-27)

Jean D’Ans (* 16. August 1881 in Fiume; † 14. Januar 1969 in Berlin) war ein deutscher Chemiker.

## Leben
D’Ans studierte ab 1899 an der TH Darmstadt bis zur Promotion 1905, war ein Jahr Assistent von Jacobus Henricus van ’t Hoff in Berlin und war dann wieder in Darmstadt, wo er analytische Chemie lehrte, sich 1909 habilitierte („Untersuchungen über Calciumalkalisulfate“) und Privatdozent war. Ab 1914 leitete er das Labor im Papier- und Zellstoffwerk in Cosel-Oderhafen und ab 1919 die wissenschaftliche Abteilung der Auer-Gesellschaft, deren Vorstandsmitglied er 1923 wurde. 1938 bis 1947 war er Direktor der Kali-Forschungsanstalt in Berlin, die er seit 1930 beriet. Ab 1945 war er ordentlicher Professor und Direktor des Instituts für Anorganische Chemie der TU Berlin, deren Rektor er 1947/48 war. 1951 bis zur Emeritierung 1953 war er dort Professor für Technische und Allgemeine Chemie.
Er befasste sich mit Lösungsgleichgewichten besonders von Kalisalzen einschließlich grafischer Methoden zur Bestimmung metastabiler Gleichgewichte mit Anwendung auf deren Aufbereitung. Später befasste er sich mit Peroxiden, unter anderem einer einfachen Darstellungsmethode organischer Peroxide. Mit Ellen Lax war er Herausgeber des Taschenbuchs für Chemiker und Physiker, auch kurz als „D’Ans-Lax“ bekannt.
Er war 1949 kurzzeitig ordentliches Mitglied der Deutschen Akademie der Wissenschaften zu Berlin.
Jean D’Ans starb 1969 im Alter von 87 Jahren in Berlin. Sein Grab befindet sich auf dem Waldfriedhof Zehlendorf.
Das 1909 entdeckte seltene, zunächst namenlose Mineral D’Ansit wurde 1958, nachdem seine synthetische Herstellung gelungen war, ihm zu Ehren benannt.

## Schriften
- Die Lösungsgleichgewichte der Salze ozeanischer Salzablagerungen. 1933.
- mit Ellen Lax (Hrsg.): Taschenbuch für Chemiker und Physiker. 1943.